# Oliveira dos Brejinhos
Pour les articles homonymes, voir Oliveira.
Oliveira dos Brejinhos est une municipalité brésilienne de l'État de Bahia et la Microrégion de Boquira.